# Crail
Crail ist eine Ortschaft mit 1639 Einwohnern. Sie liegt auf der schottischen Halbinsel Fife.

## Geschichte
Ursprünglich lebte der Ort vom Fischfang, wovon der Crail Harbour zeugt. Im 9. Jahrhundert betrieb Crail regen Handel mit dem Kontinent. Die königliche Burg Crail Castle wurde – wie die Crail Parish Church – im 12. Jahrhundert erbaut, der Taubenturm  im 16. Jahrhundert. Das Marktkreuz stammt aus dem 17. Jahrhundert.
Es kann noch Fisch am Hafen erworben werden, dies ist jedoch vor allem eine Touristenattraktion.
Am Strand neben dem Hafen sind versteinerte Bäume aus dem Karbon zu sehen.

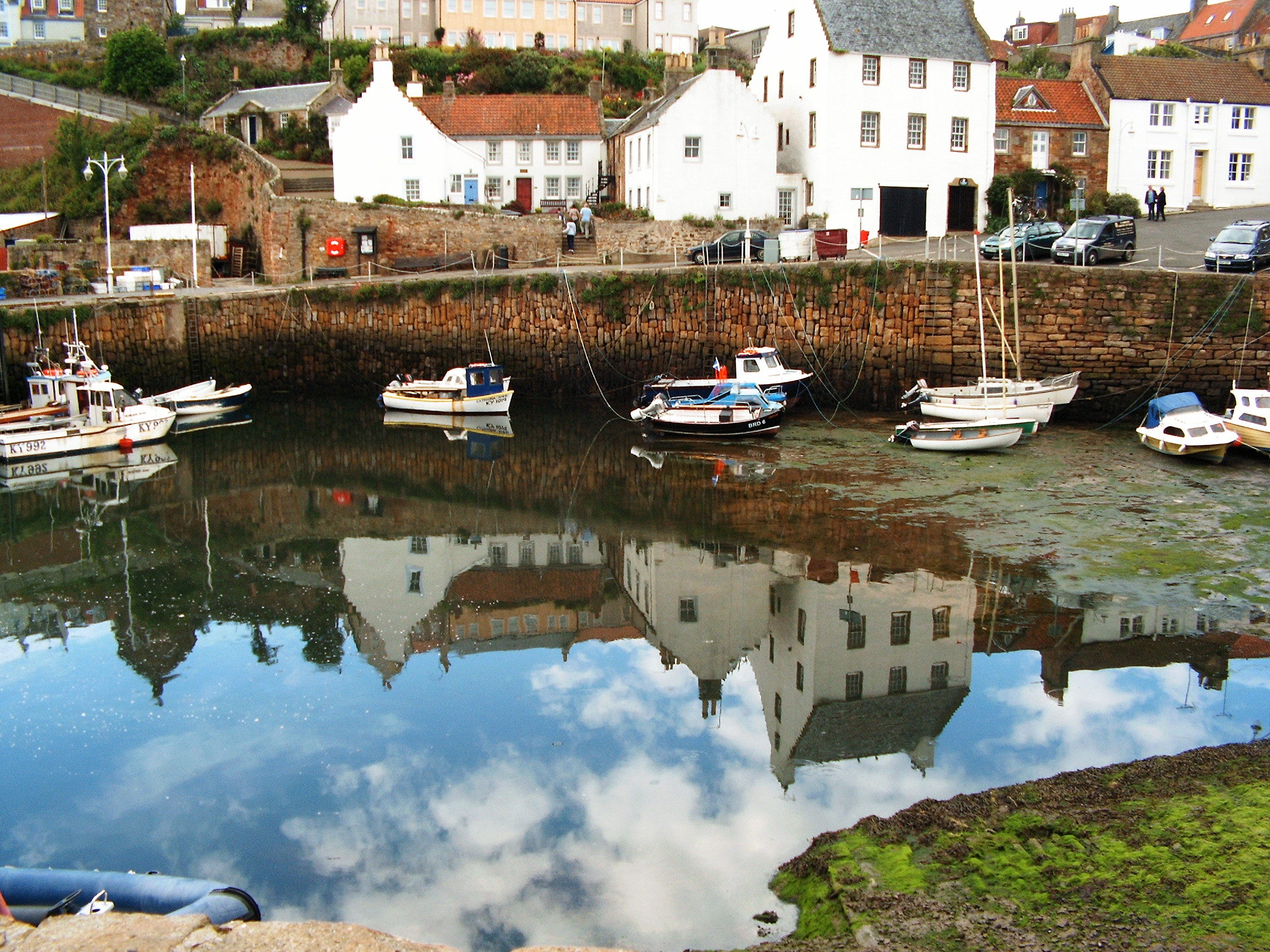
Hafen
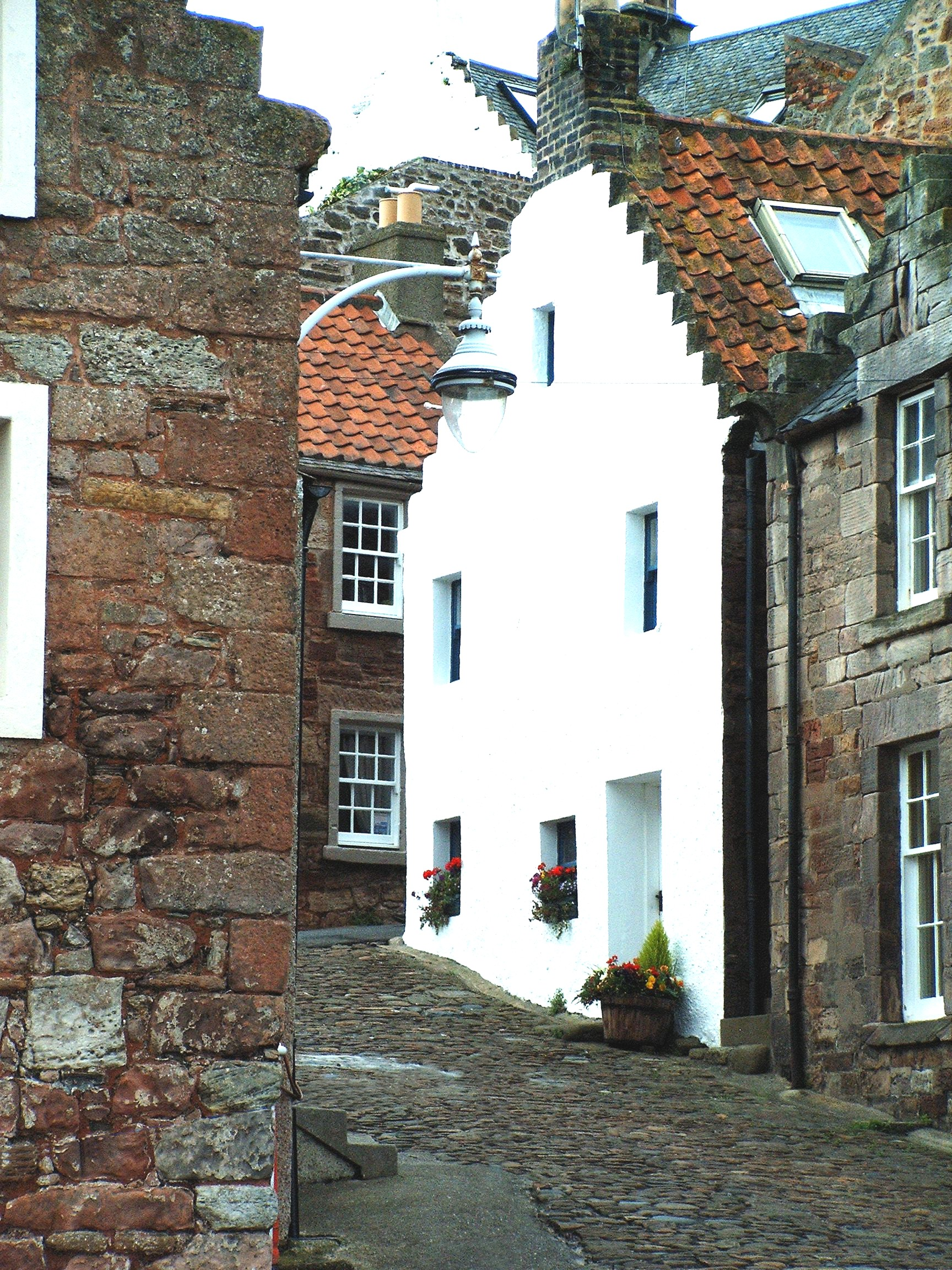
Haus am Hafen
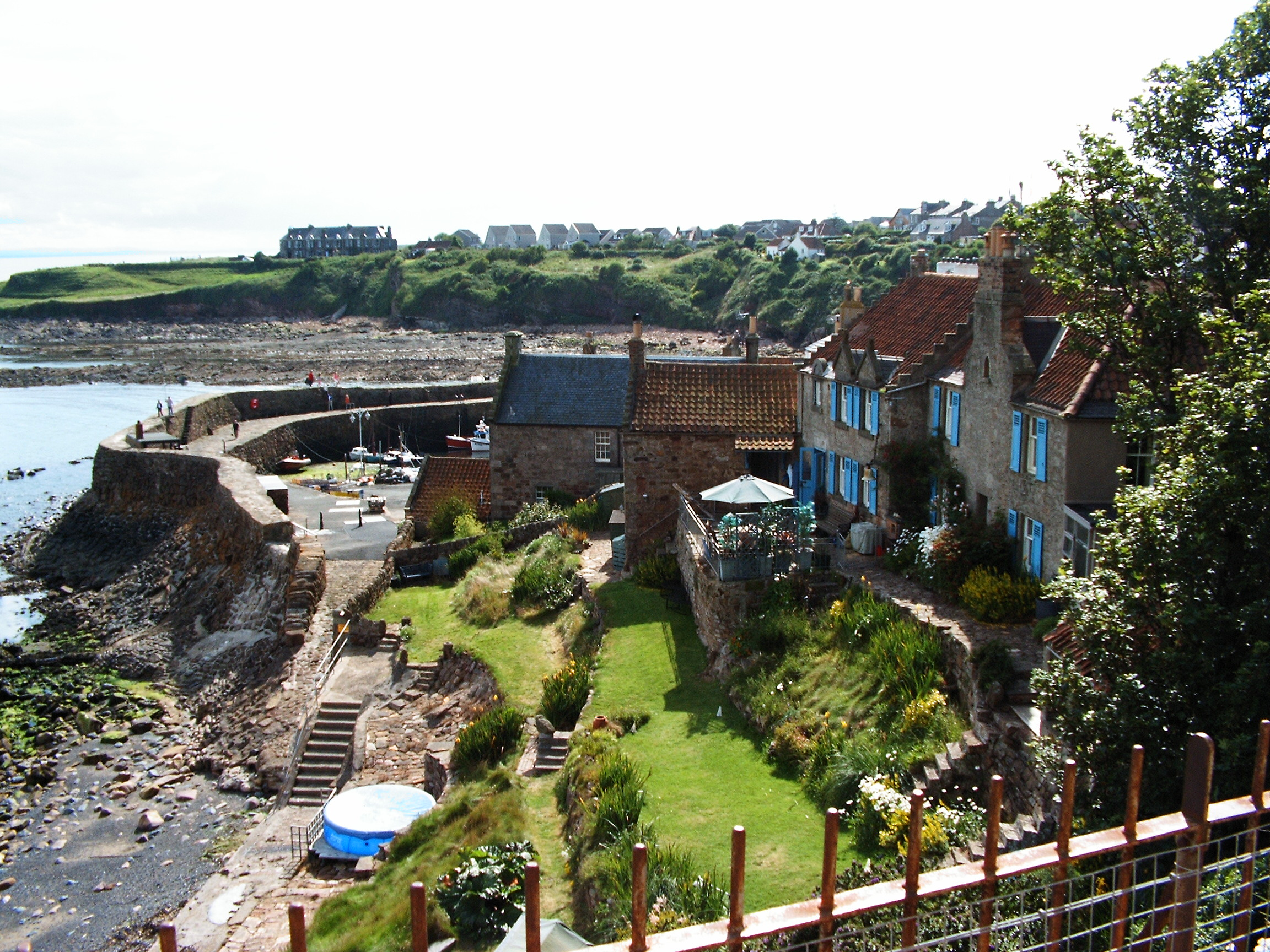
Blick über den Hafen